# Guillaume IV d'Orange-Nassau
Pour les articles homonymes, voir Guillaume IV, Guillaume d'Orange et Guillaume d'Orange-Nassau.
Guillaume IV Charles Henri Friso (en néerlandais Willem IV Carel Hendrik Friso van Oranje-Nassau), né le 1er septembre 1711 à Leeuwarden et mort le 22 octobre 1751 à La Haye, est un seigneur néerlandais de la maison d'Orange-Nassau.
Il est le second prince d'Orange de la branche cadette de Nassau-Dietz et le dernier à jouir effectivement de la possession de la principauté. Il est également le premier prince à recevoir le stathoudérat général et héréditaire sur l'ensemble de la république des Provinces-Unies.

## Famille

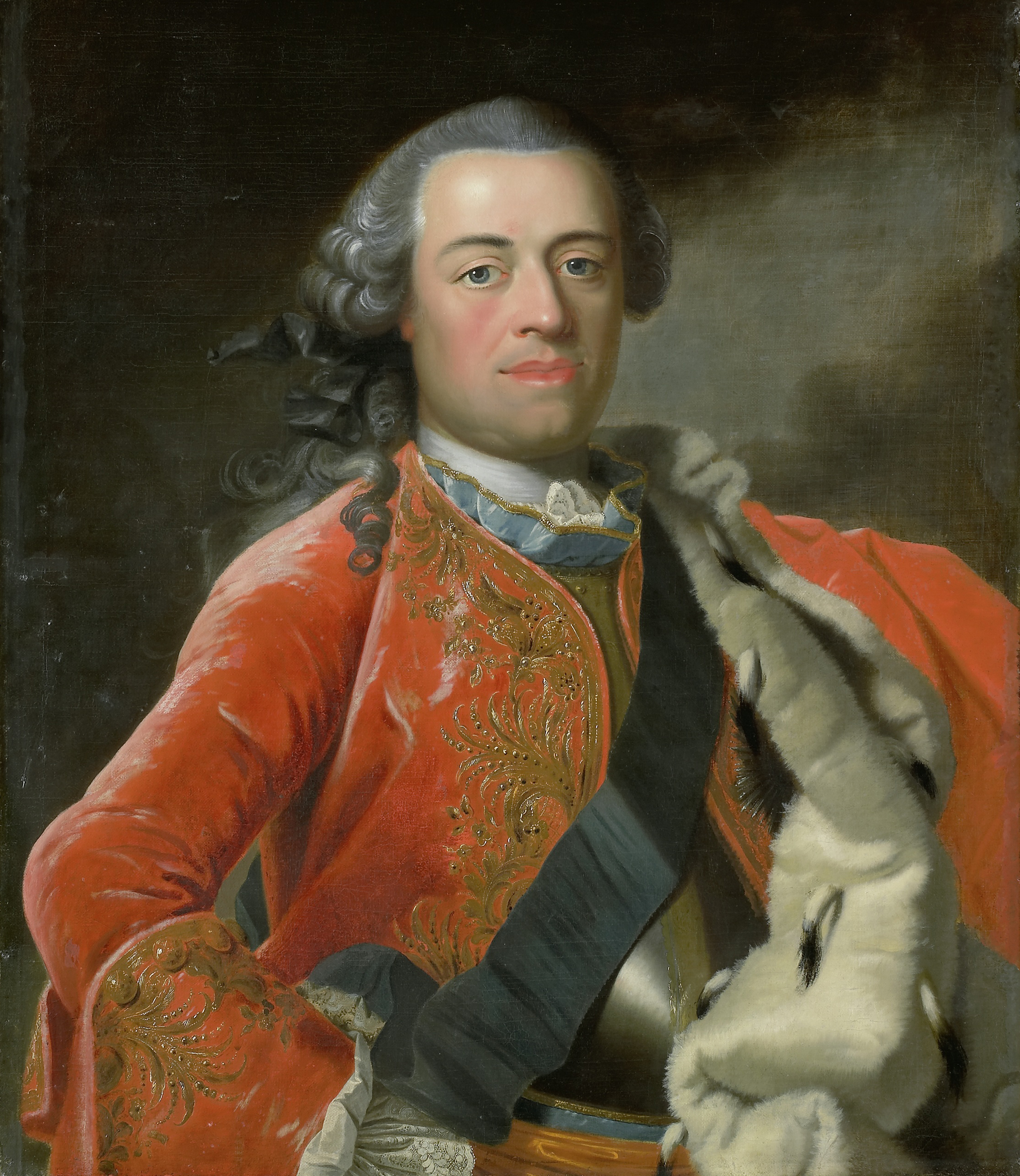
Portrait du prince d'Orange-Nassau, Guillaume IV d'Orange.

Il est le fils posthume de Jean-Guillaume-Friso d'Orange (1687 – 1711), prince de Nassau-Dietz, prince d'Orange, comte de Katzenelnbogen, stathouder de Frise (1696 – 1711), et de Groningue (1708 – 1711), capitaine général et amiral des Provinces-Unies, et de Marie-Louise de Hesse-Cassel (1688 – 1765).
Il épouse le 25 mars 1734, à Londres, Anne de Hanovre (1709 – 1759), fille de George II Auguste, roi de Grande-Bretagne et d'Irlande et de Caroline de Brandebourg-Ansbach, dont postérité :
- un fils, prince de Nassau-Dietz (La Haye, décembre 1734 –  La Haye, décembre 1734) ;
- une fille, princesse de Nassau (19 décembre 1736 – 19 décembre 1736) ;
- une fille, princesse de Nassau (21 décembre 1739 – 21 décembre 1739) ;
- Caroline d'Orange-Nassau (1743 – 1787), princesse de Nassau, en 1760 elle épousa le prince Charles-Christian de Nassau-Weilbourg ;
- Anne-Marie, princesse de Nassau (15 novembre 1746 – 29 décembre 1746) ;
- Guillaume V d'Orange-Nassau, dit Batave (1748 – 1806), prince de Nassau-Dietz, prince d'Orange-Nassau, stathouder héréditaire des Provinces-Unies.

## Biographie
En 1739, Guillaume IV d'Orange-Nassau hérite des domaines autrefois possédés par la lignée de Nassau-Dillenbourg ; en 1743, il hérite des possessions des Nassau-Siegen.
En 1747, dans un esprit d'apaisement concernant les différends internes opposant les différentes factions, le Parlement des Pays-Bas nomme Guillaume IV d'Orange-Nassau stathouder général héréditaire de chacune des sept provinces (Drenthe, Frise, Groningue, Hollande, Overijssel, Utrecht et Zélande).
Guillaume IV d'Orange-Nassau, accompagné de sa famille, quitta Leeuwarden pour La Haye où ils s'installent.

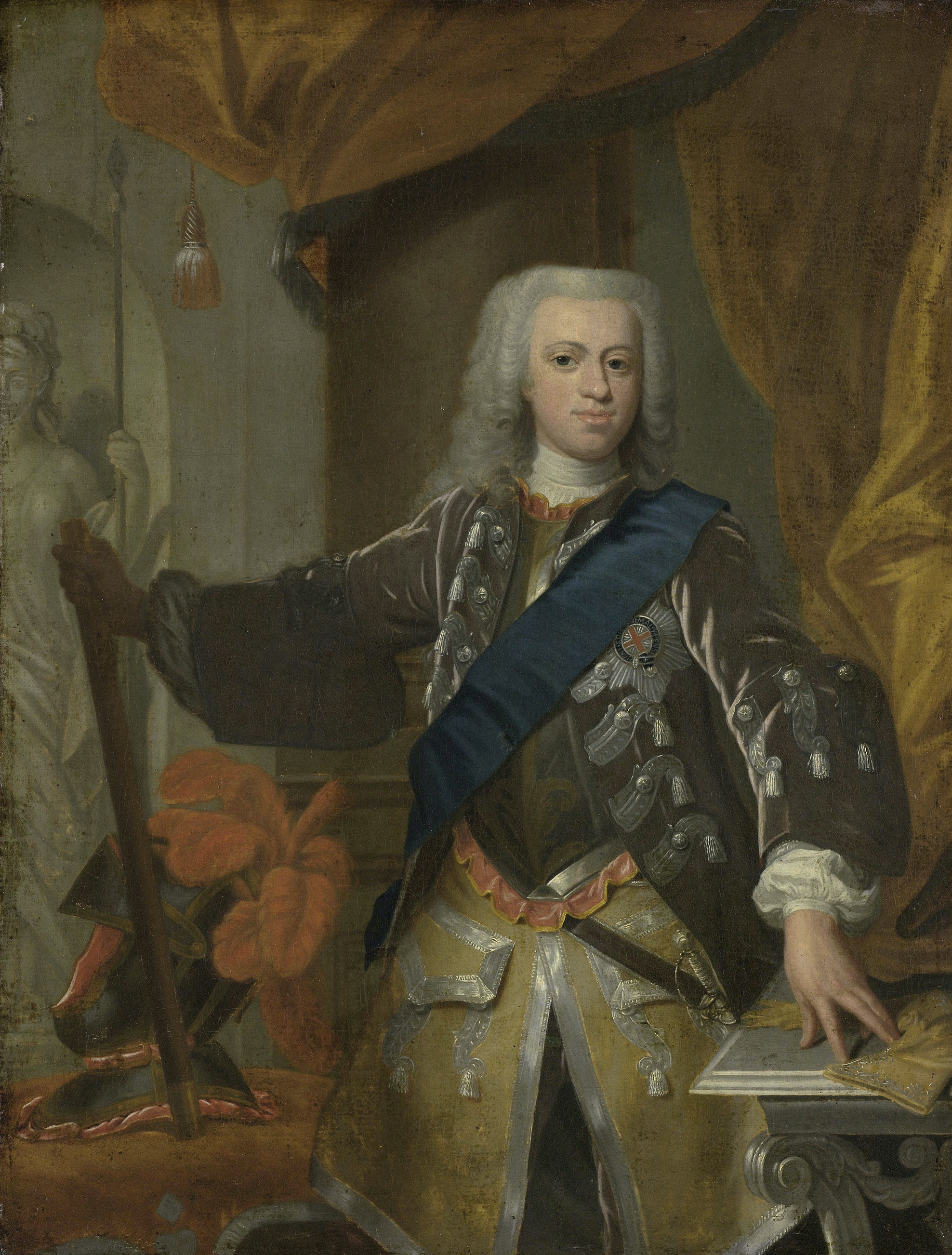
Guillaume IV, prince d'Orange.

Malgré son inexpérience dans les affaires d'État, Guillaume IV d'Orange-Nassau parvient à obtenir une certaine popularité auprès de ses sujets. Il fait cesser la pratique de l'imposition indirecte par laquelle les entrepreneurs sont parvenus à faire de gros bénéfices. Mais il est directeur général de la Compagnie néerlandaise des Indes orientales et son affairisme accroit la disparité entre les pauvres et les riches.
Son gouvernement en tant que stathouder des sept provinces des Provinces-Unies est marqué de vastes hésitations et d'entreprises timorées. Guillaume IV est surtout préoccupé par le rétablissement des fonctions du stathoudérat après la seconde période sans stathouder (en) qui marque la vie politique de la République au début du XVIIIe siècle. Il s'appuie entre autres sur sa femme et Willem Bentinck van Rhoon pour le conseiller.

## Titres
- Stadhouder général des Provinces-Unies
- Prince d'Orange-Nassau
- Marquis de Veere et Flessingue
- Comte de Buren, Culembourg, Leerdam et Vianden
- Vicomte d'Anvers
- Baron de Aggeris, Bréda, Cranendonck, Pays de Cuijk, Daesburg, Eindhoven, Grave, De Lek, IJsselstein, Diest, Grimbergen, Herstal, Warneton, Arlay et Nozeroy
- Seigneur héréditaire d'Ameland
- Seigneur de Baarn, Bredevoort, Dasburg, Mont-Sainte-Gertrude, Hooge en Lage Zwaluwe, Klundert, Liesveld, 't Loo, Montfort, Naaldwijk, Niervaart, Polanen, Steenbergen, Sint-Maartensdijk, Soest, Ter Eem, Turnhout, Willemstad, Zevenbergen, Bütgenbach, Saint-Vith et Besançon.

## Sources
- (en) William IV of Orange.